# Řády, vyznamenání a medaile Lesotha
Řády Lesothského království založil roku 1972 král Lesotha Moshoeshoe II. Tato vyznamenání byla vytvořena za přispění Conrada Swana, krále erbů (Garter Principal King of Arms), který také působil jako poradce při zavádění systémů vyznamenání v různých zemích Commonwealthu. Jeho služby byly využity mimo jiné při tvorbě kanadského Řádu Kanady nebo novozélandského Královnina služebního řádu, který byl roku 2024 přejmenován na Králův služební řád.

## Řády
- Řád Lesotha je nejvyšší státní vyznamenání Lesotha. Udílen je občanům Lesotha i cizím státním příslušníkům za mimořádné služby státu.[2]
- Řád Moshoeshoe je udílen za mimořádné zásluhy.[3]
- Řád Mohlomi je udílen za úspěchy na poli komunitní a sociální služby.[4]
- Řád Ramatseatsane je udílen za mimořádnou službu příslušníkům veřejné správy, ozbrojených sil a policie.[5]